# Иллирий
Иллирий (Иллирик, др.-греч. Ἰλλύριος) — персонаж древнегреческой мифологии. Сын Кадма и Гармонии. 
Близ реки Иллирик ребенка обвила змея, придав ему силу. По другой версии, сын Полифема и Галатеи, эпоним иллирийцев, у него были сыновья Энхелей, Автарией, Дардан, Майд, Тавлант, Перреб, дочери Парто, Даорто, Дассаро и другие. Дети Иллирия дали свои имена крупнейшим иллирийским племенам.